# Highway Unicorn (Road to Love)
"Highway Unicorn (Road to Love)" é uma canção gravada pela cantora e compositora norte-americana Lady Gaga para o seu segundo álbum de estúdio, Born This Way (2011). Composta, produzida e arranjada pela própria em colaboração com Fernando Garibay e DJ White Shadow, foi descrita como um tema de electropop com influências de música dance e rock e elementos de música industrial. A artista revelou que o cantor norte-americano Bruce Springsteen foi uma enorme influência enquanto compunha as letras e produzia a canção. O saxofonista Clarence Clemons, que tocou o seu instrumento em vários temas de Springsteen, foi convidado por Gaga para que tocasse o saxofone em "Highway Unicorn (Road to Love)".
O tema foi recebido com opiniões positivas pela crítica especialista em música contemporânea, com muitos analistas elogiando a sua sonoridade reminiscente à canções lançadas ao longo da década de 1980, com a sua instrumentação sendo favoravelmente comparada a "Don't Stop Believin'" (1981) da banda Journey. "Highway Unicorn (Road to Love)" foi interpretada por Gaga nos concertos da digressão The Born This Way Ball (2012-13), na qual era o tema de abertura. Aquando do lançamento inicial de Born This Way, a faixa fez uma estreia na tabela musical norte-americana Hot Dance/Electronic Digital Songs e na tabela de download de singles internacionais da Coreia do Sul após um forte registo de vendas digitais em ambos territórios.

## Antecedentes e concepção
"Gaga é uma artista séria. Todas as suas loucuras e coisas assim, têm um propósito. Ela não tem limites. É com certeza um dia que jamais irei esquecer. Eu sempre esperei para que Bruce [Springsteen] me chamasse e dissesse 'vem fazer isto', então é muito excitante para mim. Eu jamais previ que isto fosse acontecer."

— Clarence Clemons a falar sobre a sua experiência de trabalho com Gaga em entrevista à MTV.
Em Março de 2010, em entrevista à MTV do Reino Unido, Gaga afirmou que já havia começado a trabalhar no seu segundo álbum de estúdio e que já havia terminado de escrever o tema central do mesmo. Três meses depois, em entrevista à Rolling Stone, declarou que o seu segundo disco já tinha sido concluído, mas não seria lançado até 2011. A 26 de Novembro de 2010, nas apresentações da The Monster Ball Tour em Gdansk, Polónia, a artista revelou que o disco estava cheio de "batidas dançantes". O título de "Highway Unicorn (Road to Love)" foi revelado momentos antes da capa de Born This Way também ter sido revelada, a 16 de Abril de 2011. Antes do seu lançamento, foi reportado pela revista NME que a canção teria uma "melodia ascendente, homenagens à Springsteen e produção industrial techno" que poderia "representar o modelo para Born This Way". Além disso, Gaga afirmou que "o saxofone em 'Highway Unicorn (Road to Love)', 'Hair' e 'The Edge of Glory' não está lá por acaso. Fora confirmado em uma entrevista à Vogue que das dezassete faixas que haviam sido gravadas para o álbum, apenas quatorze delas iriam aparecer na edição final da versão padrão. As três restantes iriam ser lançadas em uma edição deluxe exclusiva na loja digital Target. Born This Way foi finalmente lançado a 23 de Maio, com "Bad Kids" aparecendo como a décima faixa da versão padrão e a décima segunda do primeiro disco da versão especial do mesmo.

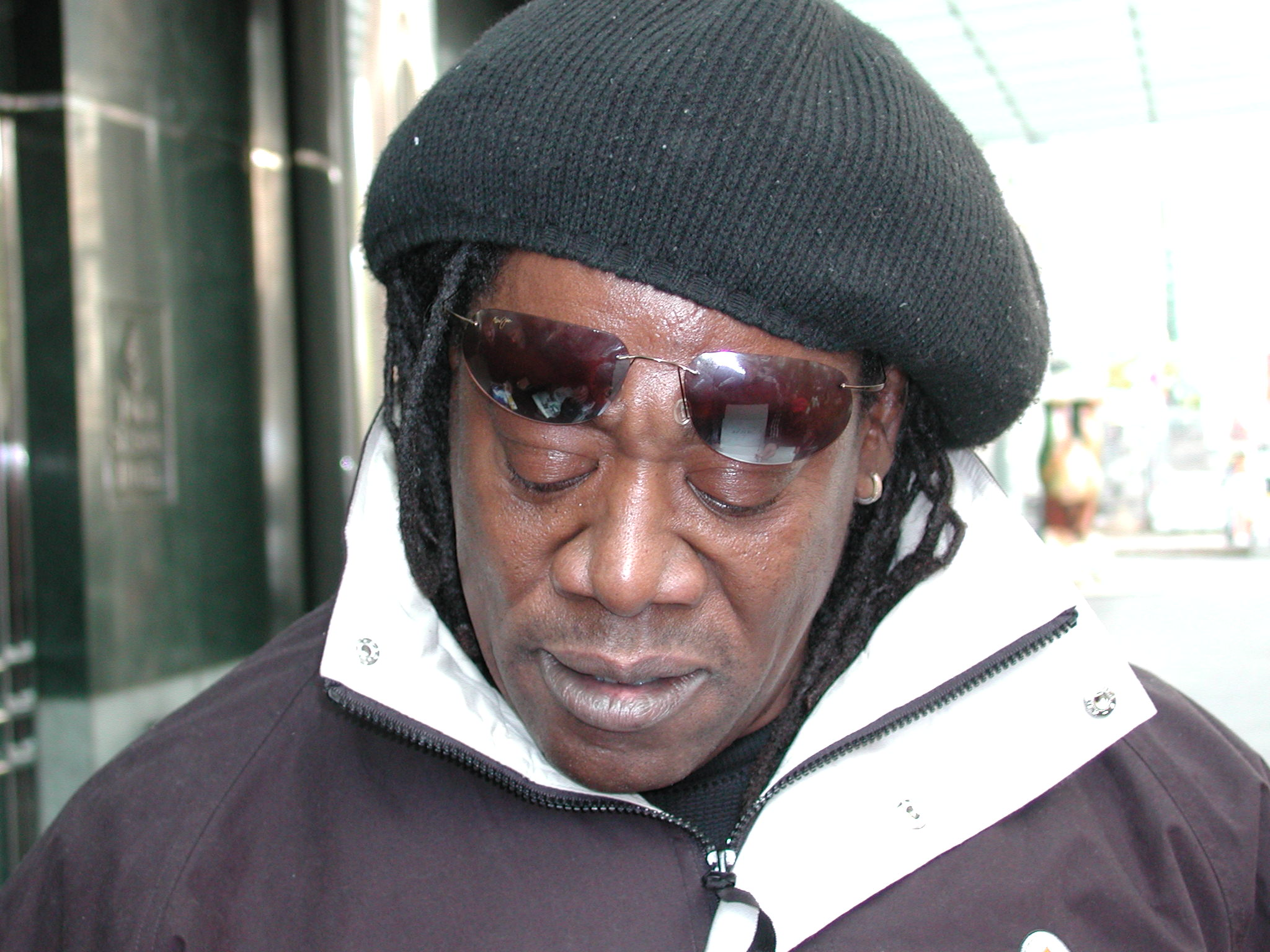
O saxofonista Clarence Clemons foi pessoalmente convidado por Gaga para que tocasse o seu instrumento em faixas de Born This Way, incluindo "Highway Unicorn (Road to Love)".

As referências de Gaga para o solo de saxofone foram a E Street Band e o cantor norte-americano Bruce Springsteen. Além disso, a cantora havia revelado em uma entrevista que Born This Way seria diferente dos seus trabalhos anteriores e teria uma sonoridade mais rock devido à sua "obsessão por Bruce Springsteen", bem como pelo saxofonista do mesmo, Clarence Clemons, que acabou por ser convidado para tocar o instrumento em "The Edge of Glory" por ela. Em parte, sua grande adoração por Springsteen surgiu pois o seu pai, um homem da classe operária, era um grande fã do artista, sendo que Gaga ouvia bastante aos trabalhos iniciais do artista enquanto crescia. "Eu cresci a ouvir muito Springsteen e Billy Joe então, de algum jeito, representa a minha inocência", afirmou a artista. Clemons revelou à Rolling Stone em Janeiro de 2011 que estava a montar uma máquina de exercícios na sua casa na Flórida quando a esposa informou-lhe que a equipa de Gaga estava ao telefone e queria que ele tocasse no seu próximo álbum. Visto que a chamada foi feita numa sexta-feira, o saxofonista respondeu que poderia gravar a faixa na segunda ou na terça-feira seguinte, mas a cantora esperava tê-lo no estúdio de gravação em Nova Iorque naquele mesmo dia. Então, Clemons voou da Flórida até Nova Iorque, chegando ao estúdio em Manhattan pela meia-noite. A intérprete queria que ele tocasse saxofone em várias faixas, que mais tarde revelaram ser "Hair", "The Edge of Glory" e "Highway Unicorn (Road to Love)". Garibay, quando entrevistado pela MTV após à morte de Clemons em Junho de 2011 aquando de um acidente vascular cerebral, afirmou que Gaga estava bastante animada por lhe ter no álbum: "Ela cresceu a ouvir Bruce Springsteen e a E Street Band, e ela vem pra mim a dizer: 'Podemos ter Clarence?' E eu respondo, 'Claro que podemos ter Clarence. Você é a Lady Gaga!' Você consegue notar os anos de influência e pode vê-la iluminar-se quando ele está a tocar [com ela no estúdio]."
Outro artista que foi referenciado por Gaga como uma influência durante a composição da faixa foi a banda Def Leppard e outros artistas de hard rock populares na década de 1980. Ademais, a artista havia afirmado que se poderia esperar ouvir algumas faixas com "refrães épicos para serem berrados em grandes arenas", tendo deixando bem claro que o que ela faz é música eletrónica para dançar, o que descreve como "avant-garde techno-rock".

## Estrutura musical e conteúdo

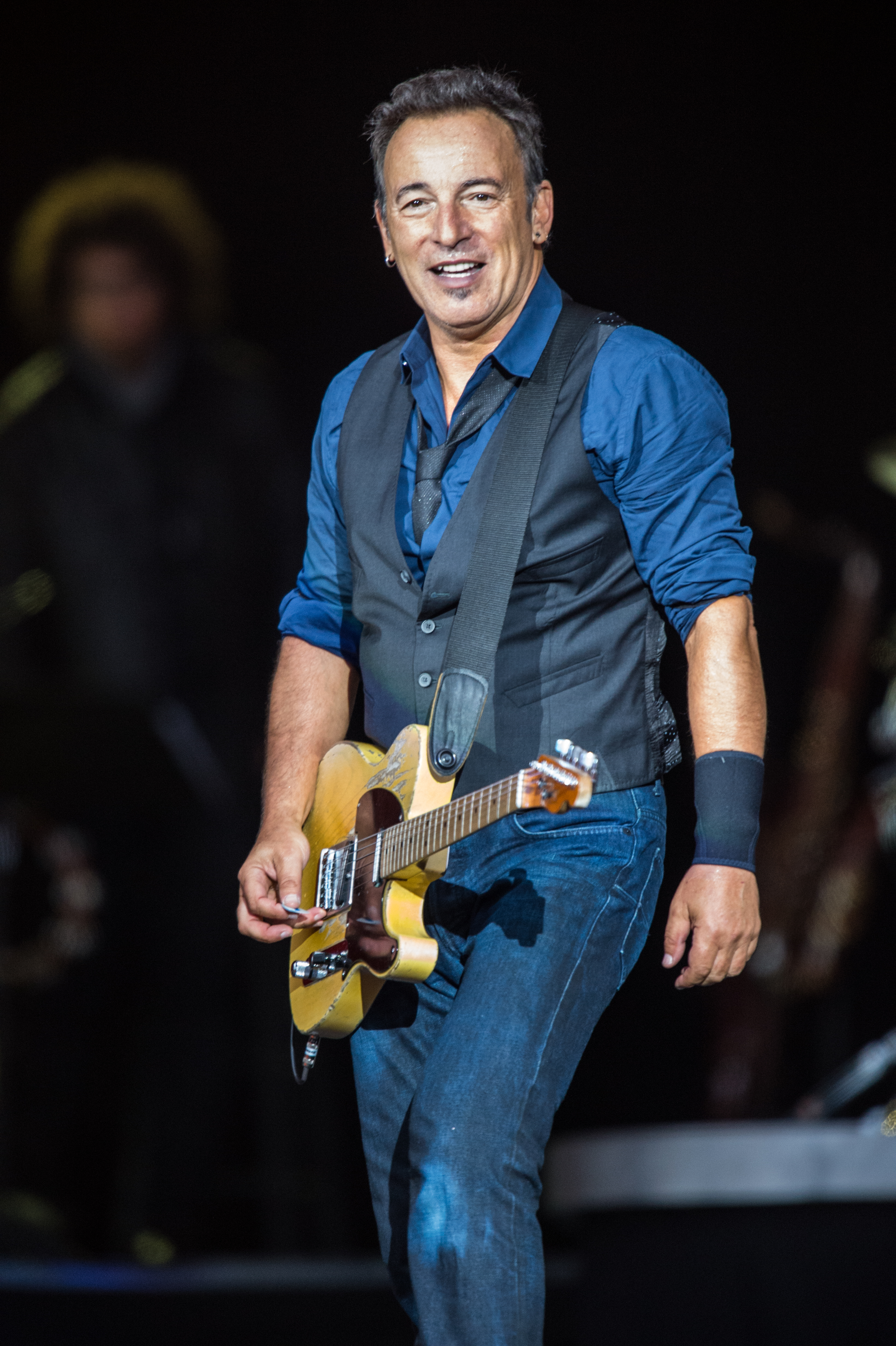
Gaga revelou que o artista norte-americano Bruce Springsteen foi uma enorme influência enquanto compunha "Highway Unicorn (Road to Love)".

"Highway Unicorn (Road to Love)" é fruto de um trabalho colaborativo entre Gaga e os colaboradores Fernando Garibay e DJ White Shadow, com quem a artista trabalhou em grande parte da produção de Born This Way. O sul-coreano Brian Dong Ho Lee foi também um dos compositores da faixa. A canção foi gravada em um estúdio embutido no autocarro da digressão The Monster Ball Tour em 2010 enquanto a cantora viajava por cidades europeias. Após isso, foi levada ao estúdio The Mix Room em Burbank, Califórnia, onde Dave Russell ficou encarregado da mixagem, sob assistência de Paul Pavao. A masterização ficou por conta de Chris Gehringer, que trabalhou no estúdio Sterling Sound, localizado na Cidade de Nova Iorque, enquanto a programação era manejada por Garibay e DJ White Shadow.
"Springsteen teve uma grande influência no nosso lar. O meu pai deu-me, se bem me lembro, acho que como um presente de Natal, um songbook para piano de Bruce Springsteen, e nele estava 'Thunder Road', a minha canção favorita de Bruce Springsteen. O meu pai disse, 'se tu aprenderes a tocar esta canção, nós vamos fazer um empréstimo para comprar um piano grand, um grand bebé.' Então eu me lembro que foi a coisa mais difícil para mim. Eu estava a tocar estas pautas [clássicas] enormes, tipo quinze páginas, ... e depois houve esta canção de Bruce Springsteen. Eu abri o livro e havia tipo cordas, cordas de guitarra. Eu estava confusa. Eu não entendia aquilo, então comecei a ler e, eventualmente, consegui acertar."

— Gaga a explicar a importância do seu ídolo Bruce Springsteen no documentário Lady Gaga: Inside the Outside.
Musicalmente, "Highway Unicorn (Road to Love)" foi descrita como uma canção do género musical electropop com influências de música dance e rock e elementos de música industrial cuja instrumentação contém "tambores poderosos", sintetizadores e teclado por Garibay, saxofone por Clarence Clemons e percussão por Brian Gaynor. Vários analistas musicais notaram imediatamente a influência forte de Bruce Springsteen na sonoridade, bem como a presença de elementos de trabalhos de música rock lançados ao longo da década de 1980. De acordo com a pauta publicada pela Sony/ATV Music Publishing na página online Musicnotes.com, o tema foi definido no compasso de tempo comum com um andamento que se desenvolve no metrónomo de 128 batimentos por minuto. Ademais, foi composto na tonalidade de Dó maior, com a voz da intérprete abrangendo Mi3 até Dó5. Segue a sequência básica de Lá menor–Ré menor/Lá–Fá/Lá-Sol como a sua progressão de acordes.
Gaga revelou através do Twitter que esta canção é sobre ela mesma viajando sozinha na estrada com nada mais que um sonho. Segundo Cristin Maher, do blogue PopCrush, em "Highway Unicorn (Road to Love)", Gaga canta poderosamente "sobre seguir em uma demanda à procura de amor por cima de um sintetizador 808 pulsante capaz de levantar o astral. As letras da canção se referem à elusiva contanto bonita natureza do amor e na maneira em que as pessoas se encontram em uma caça infinita para encontrar a pessoa perfeita." O conteúdo lírico de "Highway Unicorn (Road to Love)" inclui unicórnios, que é referido no próprio título, corrida de automóveis, armas e paixão conduzida pela ingestão de álcool." Em homenagem a Born This Way, Gaga tatuou um unicórnio na sua coxa esquerda pouco tempo após anunciar o título do álbum na cerimónia dos prémios Video Music da MTV de 2010. Além disso, já havia feito referências à criatura mística em trabalhos posteriores.

## Recepção crítica
| Críticas profissionais   | Críticas profissionais |
| Avaliações da crítica    | Avaliações da crítica  |
| Fonte                    | Avaliação              |
| ------------------------ | ---------------------- |
| Billboard                | (positiva)             |
| The Daily Telegraph      | (negativa)             |
| Digital Spy              | (mista)                |
| NME                      | (negativa)             |
| The Observer             | (mista)                |
| PopMatters               | (negativa)             |
| Rolling Stone            | (positiva)             |
| San Antonio Express-News | (negativa)             |
| Slant Magazine           | (inconclusiva)         |
| Spin                     | (positiva)             |

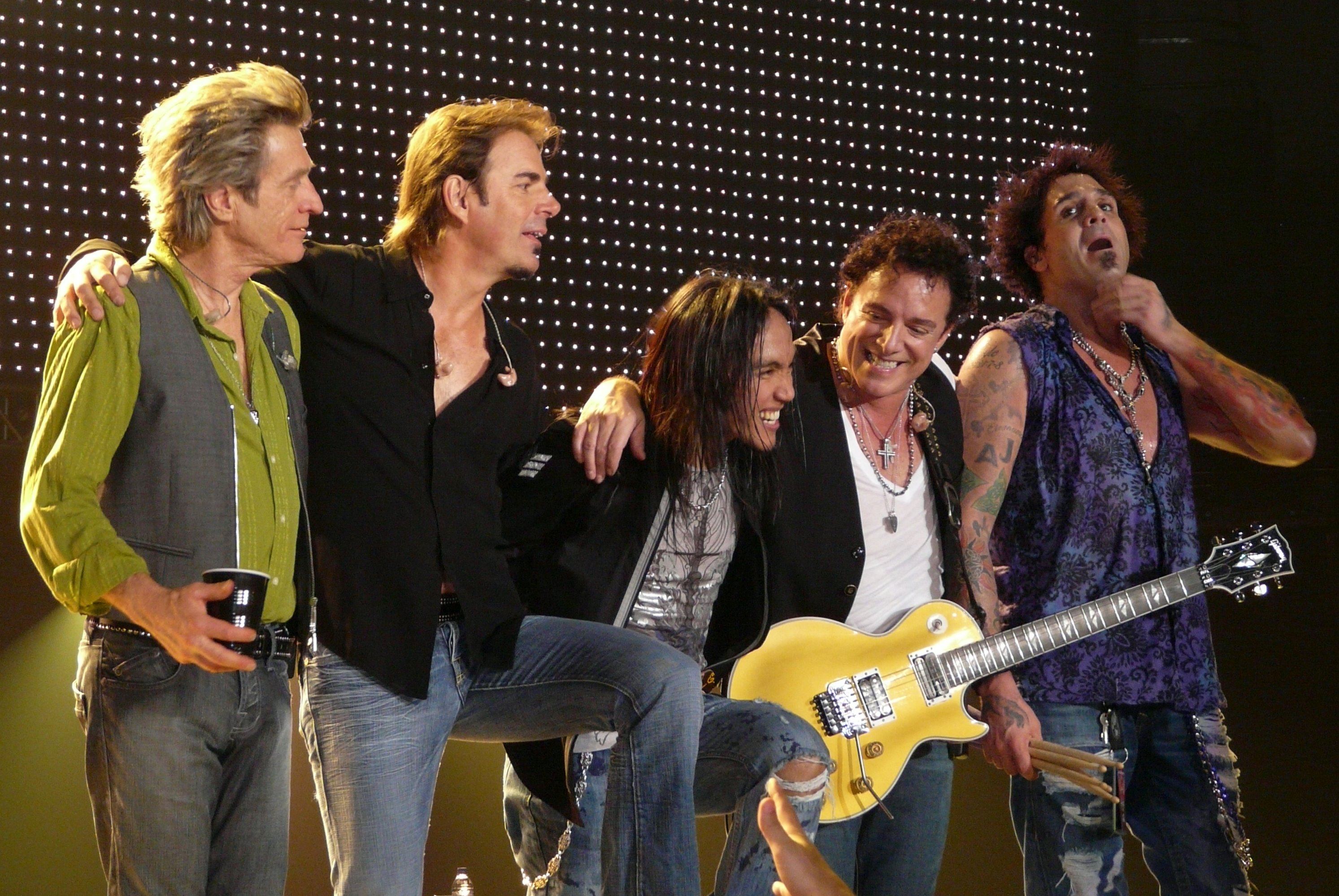
"Highway Unicorn (Road to Love)" recebeu comparações favoráveis a varias canções de música rock lançadas ao longo da década de 1980, inclusive o tema "Don't Stop Believin'" (1981), lançada pela banda norte-americana Journey.

Em geral, "Highway Unicorn (Road to Love)" recebeu opiniões variadas por parte da crítica especialista em música contemporânea. Cristin Maher, escrevendo para o blogue PopCrush, achou que "embora as letras sejam cafonas para alguns fãs de música pop, qualquer fã de Gaga certamente irá amar esta faixa. Vamos enfrentá-lo: você goste ou não, esta faixa irá sem dúvidas explodir das colunas do mundo inteiro neste verão. Nós achámos que Gaga tem mais um êxito monstruoso com esta faixa de discoteca." Andrew Unterberger, para a revista musical Billboard, achou que o título da canção faz justiça à capa do álbum, enquanto um outro repórter da revista notou a presença de elementos de música dos anos 1980, afirmando que a linha do baixo do tema é reminiscente à mesma de "Don't Stop Believin'" (1981) da banda Journey. Kerri Mason, também para a Billboard, descreveu a faixa como "tão bizarramente épica quanto o seu título". A resenhista Melinda Newman, do portal Upprox, comparou o refrão da canção ao de "Gloria" (1983) da cantora norte-americana Laura Branigan.
Sal Cinquemani, para a Slant Magazine, afirmou que "Highway Unicorn (Road to Love)" pode vir a ser como teria soado o coração do Lizard King caso tivesse se aguentado por mais uns anos e tivesse gravado uma canção disco." Caryn Ganz, para a revista Spin, declarou que a canção "roça teclado de discoteca contra a angústia de 'Thunder Road'," capturando o efeito de rodar um disco de vinil nos anos 1980, quando o frizzy pop e rock exagerado faziam escandalosamente um par perfeito nas estações de rádio. Jody Rosen, para a Rolling Stone achou que o verso "Get your hot rods ready to rumble/‘Cause we're gonna fall in love tonight/Get your hot rods ready to rumble/'Cause we're gonna drink until we die" foi um "choque sublime com o som de bateria mais estridente que você já ouviu neste século." Kitty Empire, para o jornal The Observer, descreveu o tema como "entre todo o maximalismo, há referências a 'uma americana vivendo um sonho'".
Evan Sawdey, para o blogue PopMatters, fez uma análise negativa à faixa, afirmando que "é um ponto baixo muito confuso do álbum, mostrando o conjunto de letras mais desfocado que já ouvimos da Mother Monster, o seu valor cafona cai completamente por terra com os seus versos desinteressantes." Neil McCormick, para o The Daily Telegraph, descreveu a canção como contendo "bateria estridente tocada excessivamente". Dan Martin, para o NME, também fez uma análise negativa, afirmando que "soa como uma confusão". Robert Copsey, do portal britânico Digital Spy, achou que o tema é reminiscente a clássicos de arena rock, embora tenha notado que a canção fica aquém das expectativas, também comparando as suas "guitarras loucas dos anos 80" a "Don't Stop Believin'". Outras análises negativas vieram de Joey Guerra, para o San Antonio Express-News, que achou que "Highway Unicorn (Road to Love)" soa como uma canção dos Journey que passou por uma trituradora e foi polvilhada com purpurina, e também de Dan DeLuca, do jornal The Philadelphia Inquirer, que achou a faixa "arrepiante".
Segundo uma lista publicada pela Rolling Stone, "Highway Unicorn (Road to Love)" é a décima melhor canção de Lady Gaga. De acordo com uma outra lista publicada por Jason Lipshutz, da Billboard, o tema é o sexto melhor da artista que não teve um lançamento individual.

## Apresentações ao vivo

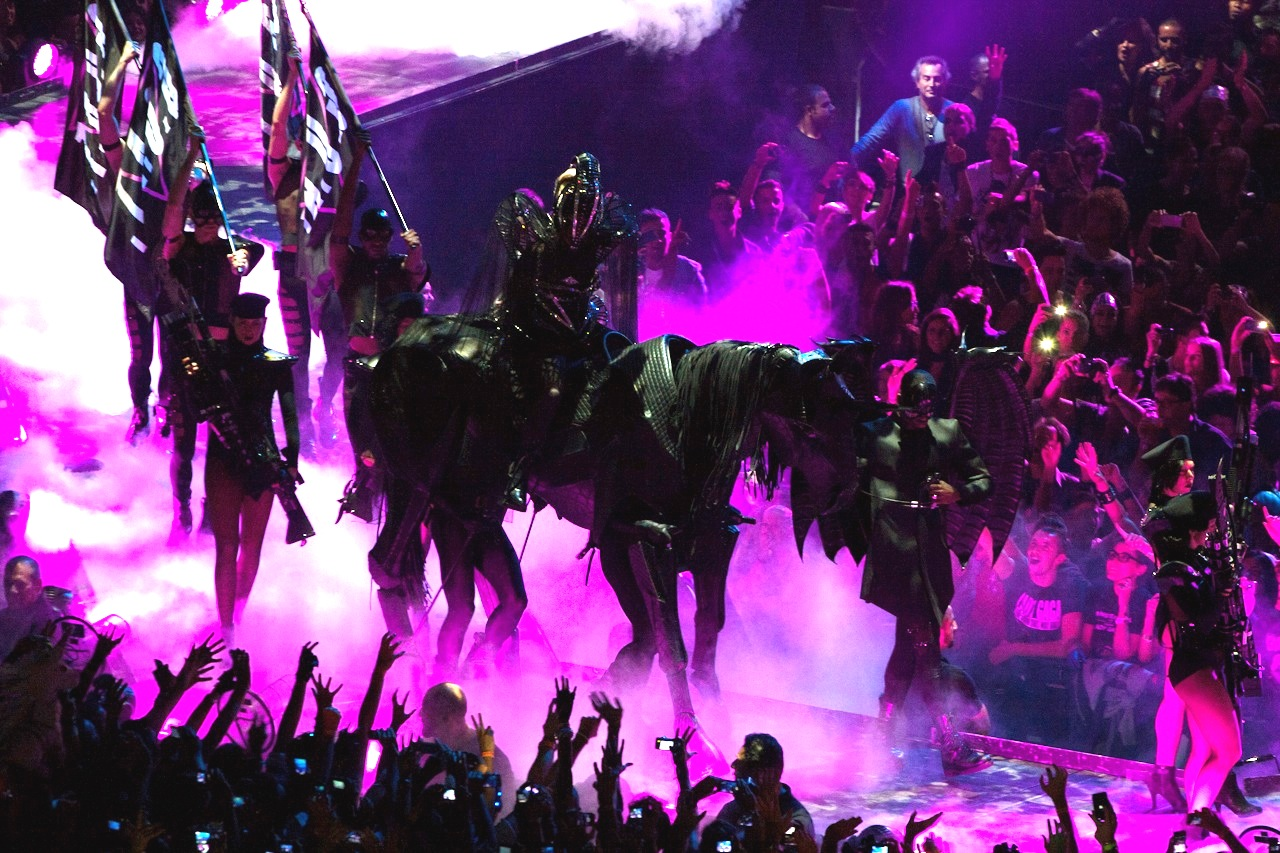
Gaga a interpretar "Highway Unicorn (Road to Love)" na paragem da The Born This Way Ball em Milão, Itália.

"Highway Unicorn (Road to Love)" foi inclusa no repertório de canções da digressão The Born This Way Ball (2012-13) como o tema de abertura, que era acompanhado por um interlúdio longo. Gaga entrava no palco montada em um unicórnio mecânico que saia da capela eléctrica e caminhava por volta da Monster Pit enquanto os seus dançarinos seguravam bandeiras que liam G.O.A.T. A intérprete cantou a canção sentada em um cavalo falso com características mecânicas construído pela The Jim Henson Company. Todos os seus dançarinos, bem como a artista, estavam vestidos com trajes de cavalaria. Quando a canção terminava, o palco ficava escuro e spotlights foram sendo usados enquanto um som de helicóptero ia sendo reproduzido. Após assistir ao concerto da digressão em Melbourne, Austrália, em Junho de 2012, um crítico da Australian Library and Information Association interpretou a cena completa engendrada para a performance "Highway Unicorn (Road to Love)" uma alusão à assertação que "todo mundo tem direito de amar, independentemente da sua orientação sexual."

## Créditos e pessoal
Os créditos seguintes foram adaptados do encarte do álbum Born This Way (2011):
Gravação
- Gravada no estúdio do autocarro de digressão da The Monster Ball Tour;
- Misturada no The Mix Room em Burbank, Califórnia, EUA;
- Masterizada no Sterling Sound, Cidade de Nova Iorque, EUA.

Pessoal
| - Stefani Germanotta — composição, produção e arranjos, vocais principais, vocais de apoio - Fernando Garibay — composição, programação, teclado, gravação - Paul Edward Blair — composição, produção e arranjos, programação - Clinton Sparks — produção e arranjos - Brian Dong Ho Lee — composição - Clarence Clemons — saxofone | - Brian Gaynor — instrumentos de percussão - Eric Morris — assistência na gravação - Bill Malina — engenharia acústica adicional - Dave Russell — mixagem - Paul Pavao — assistência - Chris Gehringer — masterização |

## Alinhamento de faixas
"Highway Unicorn (Road to Love)" aparece como a décima canção do alinhamento da versão padrão de Born This Way e como a décima segunda faixa do primeiro disco da versão especial do álbum.
| - Born This Way: Versão padrão 1. "Highway Unicorn (Road to Love)" — 4:15 | - Born This Way: Versão especial (disco 1) 1. "Highway Unicorn (Road to Love)" — 4:15 |

## Desempenho nas tabelas musicais
Aquando do lançamento inicial de Born This Way, "Highway Unicorn (Road to Love)", bem como várias outras faixas do álbum, estreou no número 27 da tabela musical Hot Dance/Electronic Digital Songs, segundo a edição da semana de 11 de Junho de 2011 da revista Billboard. O mesmo aconteceu na Coreia do Sul, onde estreou no posto 126 da tabela de download de singles internacionais após um forte registo de vendas digitais naquele território. Contudo, na semana seguinte, a canção abandonou ambas tabelas.
| País — Tabela musical (2011)                                          | Posição de pico |
| --------------------------------------------------------------------- | --------------- |
| Estados Unidos — Hot Dance/Electronic Digital Songs Sales (Billboard) | 27              |
| Coreia do Sul — 가온 스트리밍 차트 (국외)                             | 126             |